# Tizire Iwa
Tizire Iwa är en kulle i Antarktis. Den ligger i Östantarktis. Norge gör anspråk på området.
Terrängen runt Tizire Iwa är kuperad. Havet är nära Tizire Iwa norrut. Trakten är obefolkad. Det finns inga samhällen i närheten.